# Escultismo en Uruguay
El escultismo en el Uruguay es practicado por alrededor de 4500 jóvenes nucleados en dos organizaciones mayoritarias: el Movimiento Scout del Uruguay (MSU), afiliado a la Organización Mundial del Movimiento Scout y Scouts de Uruguay (SDU), Afiliada a WOIS (Organización Mundial de Scouts Independientes).
También existen organizaciones menos numerosas como la Unión de Scouts Tradicionales de América (USTA Uruguay) y los Conquistadores de la Iglesia Adventista del Séptimo Día, y agrupaciones independientes como el Grupo Scout Niño Chasque, el Ereván 50 (dependiente de la Unión General Armenia de Beneficencia, relacionada con la diáspora armenia), el Grupo Scout 18 de julio, el Grupo Scout Vantraló y la Asociación Scouts del Norte (ASN), entre otros.

## Historia
El escultismo en Uruguay se remonta a 1911, cuando Alejandro Lamas, profesor de Educación Física, brinda una conferencia en el Ateneo de Montevideo citando las virtudes de los boy scouts ingleses, y proponiendo la creación de una organización similar que se titularía "Vanguardias de la Patria". 
Un año más tarde, el 18 de julio de 1912, se fundaba en la capital del país dicha organización que tenía como presidente honorario a Baltasar Brum, ministro de Instrucción Pública. El 26 de enero de 1914 se funda otra institución scout, denominada "Boy Scouts Uruguayos", que contaba con el apoyo de la algunas logias de la Masonería del Uruguay. 
Ante la fundación de estas dos asociaciones de carácter laico, la Iglesia católica creó en la Catedral Metropolitana la organización de "Exploradores Orientales" el 18 de julio de 1914 y posteriormente, el 19 de abril de 1915, se fundó un segundo grupo de "Exploradores Orientales" en la Iglesia de la Aguada.
En 1917 los "Boy Scouts Uruguayos" pasan a depender de la Comisión Nacional de Educación Física (CNEF), lo cual determina su desaparición.
Luego de la gran algarabía inicial, el escultismo uruguayo comienza una etapa de decadencia. Los Vanguardia de la Patria no pueden continuar sin la presencia de Alejandro Lamas y hacia 1923 desaparecen. Los Exploradores Orientales por su parte estaban en pleno apogeo habiéndose fundado dos Brigadas más en la parroquia "San Francisco" en 1915 y en "San Jerónimo" de Pocitos en 1924. Viendo que cada vez eran más, deciden crear en 1921 F.E.O (Federación de Exploradores Orientales) para (en sus palabras) "unificar metodologías y esfuerzos".
En 1926 se reorganizan (debido a una considerable baja en la membresía) siendo autorizados por el Obispo de Montevideo, por aquel entonces la sede de F.E.O se encontraba en "Talleres Don Bosco", existen registros de dicha federación hasta mediados de los años 30. Desde esa fecha hasta 1947 en Uruguay existirán grupos independientes o Exploradores Don Bosco. 
El principal grupo independiente fue fundado en 1930 y recibió el nombre de "First" por ser el primer grupo scout verdaderamente basado en el escultismo británico de Baden-Powell. Las asociaciones anteriores simplemente eran una interpretación lejana de la obra de BP. Los Exploradores Don Bosco (Salesianos) fundaron varios grupos en Uruguay, basados en la eficiente organización argentina homónima. 
En 1942 se creó en la ciudad de Juan Lacaze (Colonia) el Grupo 1º, actualmente el decano del escultismo nacional.
En 1947, todos los grupos independientes se nuclean en la Asociación de Boy Scouts del Uruguay (ANBSU), logrando la personería jurídica el 9 de julio de 1948.
Esta asociación es reconocida por el Bureau Mundial el 1 de julio de 1950, contando con 5 grupos de Exploradores Don Bosco, 3 de la Asociación Cristiana de Jóvenes (YMCA), el "First" del British School, varios grupos mormones (Iglesia de Jesucristo de los Santos de los Últimos Días), el Grupo 5º católico y grupos católicos húngaros, miembros de la Asociación de Boy Scouts húngaros en el exilio.
La unidad nacional fue débil desde el comienzo y el 2 de junio de 1955, varios grupos católicos se escinden de la Asociación Nacional y crean la Asociación de Scouts Católicos del Uruguay (ASCU).
De la mano de Germán Sellera, antiguo integrante de ANBSU y luego fundador de ASCU cuya organización se basaba en el escultismo francés, en especial los "Scouts de Francia", realizando importantes campamentos nacionales de patrulla.
A inicios de los años 1970, la unidad de la Asociación reconocida por el Bureau Mundial vuelve a ser amenazada, ante una nueva fractura. Varios grupos se separan y fundan el Instituto Uruguayo de Escultismo, (IUDE) en 1973.
Durante casi todo el período dictatorial coexistieron estas tres asociaciones, junto a los Scouts del Norte, una asociación exclusiva del departamento de Rivera.
En el año 1983, la ANBSU y el IUDE vuelven a unirse, bajo el nombre de Asociación Scouts del Uruguay (ASU). Dos años más tarde, los tres grupos de los Scouts del Norte se suman a la ASU.
En la década de los 1990, se empieza a gestar la unificación entre ASU y ASCU y fruto de estos encuentros se logra en 1994 la fundación del Movimiento Scout del Uruguay (MSU), si bien varias personas estaban trabajando por la unificación desde la década del 1980 (Padre Carlos Bajac por ejemplo) la unificación respondió en gran medida a una política regional auspiciada por Gerardo González por aquel entonces secretario general de la Oficina Scout Interamericana. Sin embargo, inmediatamente a su fundación, dos visiones diferentes del escultismo comenzaron a chocar: el escultismo tradicional (defendido por varios grupos de la ex ASU) y el escultismo revisionista (con mayoría, defendido por varios grupos de la ex ASCU).
Tras una serie de desencuentros, el 1 de enero de 2000 se proclamó en la plaza Independencia la fundación de Scouts de Uruguay (SDU), con reconocimiento jurídico a nivel nacional, y reconocimiento a nivel internacional mediante su afiliación en 2013 a WOIS (Organización Mundial de Escultismo Independiente).
Como así también la Unión de Scouts Tradicionales de América (USTA) - Uruguay (Monte VI y Grupo Scout Guaraní), reconocida por la Unión de Scout Tradicionales de América el 19 de octubre de 2006
Hoy en día, subsisten en Uruguay varias instituciones scouts: 
- Movimiento Scout del Uruguay (MSU, única institución que integra el Bureau Mundial), con unos 3000 miembros, 
- Asociación de Guías Scouts del Uruguay (reconocida por la Oficina Mundial de Guías), 
- Scouts de Uruguay (SDU) (reconocida por la Organización mundial de Escultismo Independiente WOIS), con unos 1500 miembros
- Unión de Scouts Tradicionales de América - Uruguay  (reconocida por la USTA), con 4 grupos asociados
- Asociación Uruguaya de Escultismo (AUE, Grupos Niño Chasque y Pan de Azúcar), institución propia del departamento de Maldonado.
- Asociación Scouts del Norte (ASN), Institución propia del Departamento de Rivera que engloba a los grupos San Francisco de Sales, Santo Domingo, Pedro Oscar Riera y Helamán Oikóva (también está en negociación la incorporación de Scout Tranqueras).
Aparte existen varios grupos scouts independientes, como el grupo Ereván 50 (Armenio) y Gamk (Armenio de otra facción distinta), Grupo Scout 18 de Julio. 
Existe también un grupo afiliado a los Boy Scouts of America (EE. UU.) funcionando en el colegio "American School".
También existe la Unión de Scouts de Uruguay (USU) que según sus críticos posee algunas conductas que pueden ser calificadas de sectarias y antisociales. [cita requerida]

## Metodología
El Movimiento Scout del Uruguay (MSU) trabaja con los siguientes rangos de edades:
- Rama Lobatos (de 8 a 10 años)
- Rama Scout (de 11 a 13 años)
- Rama Pioneros (de 14 a 16 años)
- Comunidad Rover (de 17 a 19 años)

En Scouts de Uruguay (SDU) trabaja los siguientes rangos de edades:
- Manada de Lobatos (de 7 a 10 años)
- Tropa Scout (de 11 a 14 años)
- Clan Pioneros (de 15 a 18 años)
- Comunidad Rover (de 19 a 21 años)

En la Unión de Scouts Tradicionales de América (USTA-URUGUAY), se trabaja los siguientes rangos de edades:
- Manada de Lobatos (de 7 a 10 años)
- Tropa Scout (de 11 a 15 años)
- Comunidad Rover (de 16 a 21 años)

Las metodologías en lobatos, pioneros y rovers son muy similares, aunque en Rama Scout existen diferencias sustanciales relacionadas al sistema de patrullas de Roland Phillips,  instrumentado por Baden-Powell, ya que éste es una pieza fundamental en las corrientes de escultismo tradicional.
También existen divergencias acerca de las tradiciones scouts, tales como el totemismo (tribus scouts), el saludo con la mano izquierda, la promesa scout, etc.
Sin embargo, SDU está muy lejos de practicar un escultismo tradicional de tipo conservador como el que desarrollan instituciones como la Agrupación Nacional de Boy Scouts de Chile o los Scouts de Europa.

## Uniforme
El Movimiento Scout del Uruguay (MSU) utiliza una camisa de color verde italia sin charreteras con la insignia institucional bordada (derecha), al igual que la insignia del Bureau Mundial (izquierda). Además se utiliza sobre el bolsillo derecho la insignia de progresión de la respectiva rama. 
Los Scouts de Uruguay (SDU) utilizan una camisa de color gris perla con charreteras, con pantalón azul tipo cargo, Cubrecabeza opcional empleandose Chapeau, boina o en caso de escultismo especializado Poli en scouts aéreos o Popey en Scouts marinos. Pañoletas  y escudos propios de cada Grupo, manteniéndose una Pañoleta Nacional para actividades internacionales o integrantes de Directiva y Equipo Nacional en cumplimiento de sus funciones. 
USTA- URUGUAY utiliza camisa azul para los grupos Scouts marinos y camisa kaki para los grupos terrestres, con un solo bolsillo (izquierdo) con la insignia de USTA -INTERNACIONAL, en el lado derecho de la camisa la insignia de USTA-URUGUAY , en la manga derecha a cuatro dedos del hombro la insignia de grupo y en la otra manga las insignias de Unidad, gorro azul marino liso o kaki según corresponda y silbato obligatorio.
La pañoleta institucional de esta asociación es de color celeste.
Al día de hoy esta institución consta de 2 grupos : Grupo Scout Marino Monte VI, y Grupo Scout Guaraní en el Departamento Lavalleja.
USTA INTERNACIONAL celebró su primer Asamblea el 20 y 21 de noviembre de 2010 en Montevideo-Uruguay.
El Grupo Scout N.º 1 "Misión Rescate" (independiente) utiliza camisa caqui con charreteras al estilo de la vieja ASU.
La Unión Scout del Uruguay utiliza camisa azul con charretera. 
Independientemente de la institución, cada Grupo Scout tiene su respectiva pañoleta, la cual lo identifica por su color distintivo. Hay muchos grupos scout en Uruguay. Cada departamento del país tiene entre tres y cinco, mientras que en Montevideo hay decenas.

## Declaración de Fraternidad Scout
Para ratificar la declaración de 2006, en el marco de los festejos del Centenario del Movimiento Scout, 7 asociaciones y grupos independientes del Uruguay se reunieron el 28 de septiembre de 2007 en el Ateneo de Montevideo para firmar un mutuo reconocimiento conocido como la "Declaración de Fraternidad Scout". El texto de la misma dice:
"Las Asociaciones y Grupos independientes firmantes nos reconocemos como parte de la Hermandad Scout, unidos por una Ley, una Promesa Scout y un origen en Baden Powell.
Somos jóvenes, niños y adultos, comprometidos libre y voluntariamente en la transformación de nosotros mismos y la sociedad mediante la acción educativa.
Promovemos este espacio de Fraternidad Scout abierto para compartir los valores del Escultismo, que no genera compromiso de otro tipo para ninguna de las partes, pues mantienen cada una su identidad, normas y características propias".
Dicha declaración marca un hito en la historia del escultismo nacional y fue firmada por:
- Asociación de Guías Scouts del Uruguay (AGSU)
- Scouts de Uruguay (SDU)
- Movimiento Scout del Uruguay (MSU)
- Grupo Scout 18 de Julio (independientes)
- Grupo Scout "Ereván 50" (Unión General Armenia de Beneficencia)
- Grupo Scout "Niño Chasque" (A.U.E - Asociación Uruguaya de Escultismo)
- Grupo Scout Marino "Monte VI" (USTA)
- Fraternidad de Antiguos Scouts y Guías del Uruguay